# Aleksander Arhipenko
Aleksander Arhipenko (ukrajinsko: Олександр Порфирович Архипенко, angleško: Alexander Porfiryevich Archipenko), ameriški avantgardni kipar ukrajinskega rodu, * 30. maj 1887, Kijev, † 25. februar 1964, New York, ZDA.
Arhipenko je študiral kiparstvo v Kijevu in Moskvi. Leta 1908 je odšel v Pariz, kjer je odprl svojo kiparsko šolo. Od leta 1920 do 1923 je živel v Berlinu. Leta 1924 je emigriral v ZDA. Živel je v New Yorku in tam 1939 ustanovil kiparsko šolo.
Arhipenkova prva dela imajo realistična obeležja. Kasneje prehaja na stilizacijo, končno pa ustvarja tako imenovano absolurno plastiko, v kateri oblike dobivajo abstraktni videz. Arhipenko je ustvarjal z različnimi materiali (mavec, železo, steklo in les), nemalokrat je skulpture tudi barvno obdelal.
Arhipenkove skulpture, med katerimi iztopajo Sedeča žena (nastala 1911), Boksarski dvoboj (1914), Potujoči soldat (1917) so močno vplivale na razvoj evropskega in ameriškega kiparstva.